# 南京1937
『南京1937』（なんきん1937、発表時のタイトル: 南京大屠殺）は、1995年に製作された中国・香港・台湾合作の映画。
日中戦争中の1937年に起こったとされる南京事件を描いた作品。日本人俳優も出演している。日本での公開は1998年5月2日。

## 概要
監督の呉子牛は様々な作品を手がけ、本作品は日中友好を願う中国側の機運の中で製作された。中国ではこれ以前にもこれ以降にも南京事件を描いた映画は多いが、本作は公開当時、それまでで最も制作費が大きく、平和的な作品であったため、中国ではあまり評価が高いとは言えない。
日本での公開に際しては、1998年6月に横浜の映画館で上映中に右翼を名乗る男がスクリーンを刃物で切り裂く上映妨害事件が起こったのをはじめ、中野の映画館において右翼団体の街宣車による大音量での上映妨害行動、また劇場支配人の家に銃弾が送り付けられたり住んでる団地の周りを街宣車で回るなどの上映妨害行動があり、上映期間を短縮して打ち切った映画館があったほか、上映を企画していた市民団体が自治体から上映目的の施設使用を一時拒否される事態も発生した。この事件の影響は大きく、日本の戦争加害を描いた映画の公開上映に影を落とすことになった。

## あらすじ
日中戦争のさなかの1937年、中華民国の首都南京へ中国人・日本人の夫婦・親子が帰ってくる。やがて南京も日本軍によって陥落する。日本軍は降伏した中国軍の将兵を虐殺、難民区に避難した南京の婦女子を夜な夜な襲う。難民区の管理者は必死に抵抗するが、ある晩ついに…。

## キャスト
- 成賢　…　秦漢（チン・ハン）
- 理恵子　…　早乙女愛
- 劉書琴　…　劉若英（レネ・リウ）
- 鄧天遠　…　陳逸達（チェン・イーダー）
- 小綾　…　王思北（ワン・スーペイ）
- 春子　…　史芙嫣（シー・フーイェン）
- 李根発　…　陶澤如（タオ・ザァールー）
- 松井石根　…　久保恵三郎